# Iliad Italia
Iliad Italia S.p.A. ([iliˈad] o [ˈiliad]) es una compañía de telecomunicaciones italiana, filial del grupo francés Iliad S.A. A diciembre de 2022, la empresa tiene 9,567 millones de clientes y es el cuarto proveedor de telefonía móvil en Italia.

## Historia
El 29 de mayo de 2018, en una conferencia de prensa en Milán, el gerente general de la filial italiana, Benedetto Levi, presenta la oferta comercial de Iliad Italia y anuncia, a partir de ese momento, el lanzamiento oficial del cuarto operador italiano de telefonía móvil. El 18 de julio de 2018, 50 días después de su lanzamiento, Iliad Italia anuncia oficialmente haber alcanzado su primer millón de clientes; sin embargo, el 6 de septiembre de 2018, el operador italiano confirma haber superado el hito de dos millones de clientes. El 10 de septiembre de 2018, Iliad es el primer operador móvil italiano en obtener un bloque de frecuencias 5G por 676 472 792 euros.

## Oficinas y tiendas Iliad
Iliad Italia tiene oficinas en Milán y Roma.
Los centros «Iliad Store» están abiertos en las ciudades de: Bari, Bolonia, Catania, Génova, Grugliasco, Milán, Nápoles, Roma, Turín y Mestre (Venecia).
Los puntos de venta «Iliad Corner» están ubicados en varias tiendas Carrefour, Conad, Esselunga y Unieuro en toda Italia; así como en algunas universidades.
Iliad Italia introdujo las «Simbox», es decir máquinas o quioscos interactivos, realizados por el grupo francés Aures y que ya usó Free Mobile en Francia en 2014. Estos terminales permiten la suscripción y la venta de tarjetas SIM que se pueden usar de inmediato; así como servicios adicionales: cambio de formato de tarjeta SIM, retiro de una nueva tarjeta SIM en caso de robo, pérdida, deterioro o mal funcionamiento.

## Cobertura
Iliad se beneficia de la cobertura nacional a través de la red del operador Wind en uso compartido ran sharing (3G y 4G) y en roaming (2G).
Iliad firmó un acuerdo en febrero de 2018 y febrero de 2019, respectivamente, para poder instalar sus antenas en las torres Cellnex y INWIT.
Iliad Italia emplea, entre otros, equipamientos CommScope y colabora con Cisco Systems (desde abril de 2019) y Nokia (desde septiembre de 2019) para implementar la red nacional (IPv6) en segment routing y también acabar su red con tecnología 5G.